# Hugronaphor
Hugronaphor (còn được biết đến như là Hurganophor, Haronnophris, Harmachis, Hyrgonaphor, Herwennefer, hoặc Horwennefer) là một cư dân của Thượng Ai Cập và dường như là có gốc gác Nubia, ông đã lãnh đạo cuộc nổi dậy ly khai Thượng Ai Cập khỏi sự cai trị của Ptolemaios IV Philopator vào năm 205 TCN. Không có công trình kỷ niệm nào được chứng thực dành cho vị vua này nhưng cùng với người kế vị của mình là Ankhmakis (còn được biết đến như là Chaonnophris hoặc Ankhwennefer) ông đã nắm giữ một phần lãnh thổ rộng lớn của Ai Cập cho tới tận năm 186 TCN. Trong một dòng chữ viết trên tường có niên đại là vào khoảng năm 201 TCN nằm trên tường ngôi đền tang lễ của Seti I tại Abydos, ông được gọi bằng tên gọi theo tiếng Hy Lạp là Hyrgonaphor, đây là một bằng chứng cho phạm vi ảnh hưởng của ông. Ông dường như đã qua đời trước năm 197 TCN.
Dòng chữ viết trên tường ở Abydos này, vốn là một trong số ít những văn kiện còn sót lại từ triều đại của ông, được viết bằng tiếng Ai Cập sử dụng bảng chữ cái Hy Lạp, bằng chứng lâu đời nhất về một sự phát triển mà kết thúc bằng việc bảng chữ cái Copt thay thế chữ viết thầy tu.